# Liste der Kantone im Département Haute-Garonne
Das Département Haute-Garonne liegt in der Region Okzitanien in Frankreich. Es untergliedert sich in drei Arrondissements und 27 Kantone (französisch cantons), die aus einer Neugliederung im Jahr 2015 hervorgingen. Zuvor war es in 53 Kantone eingeteilt.
Siehe auch: Liste der Gemeinden im Département Haute-Garonne

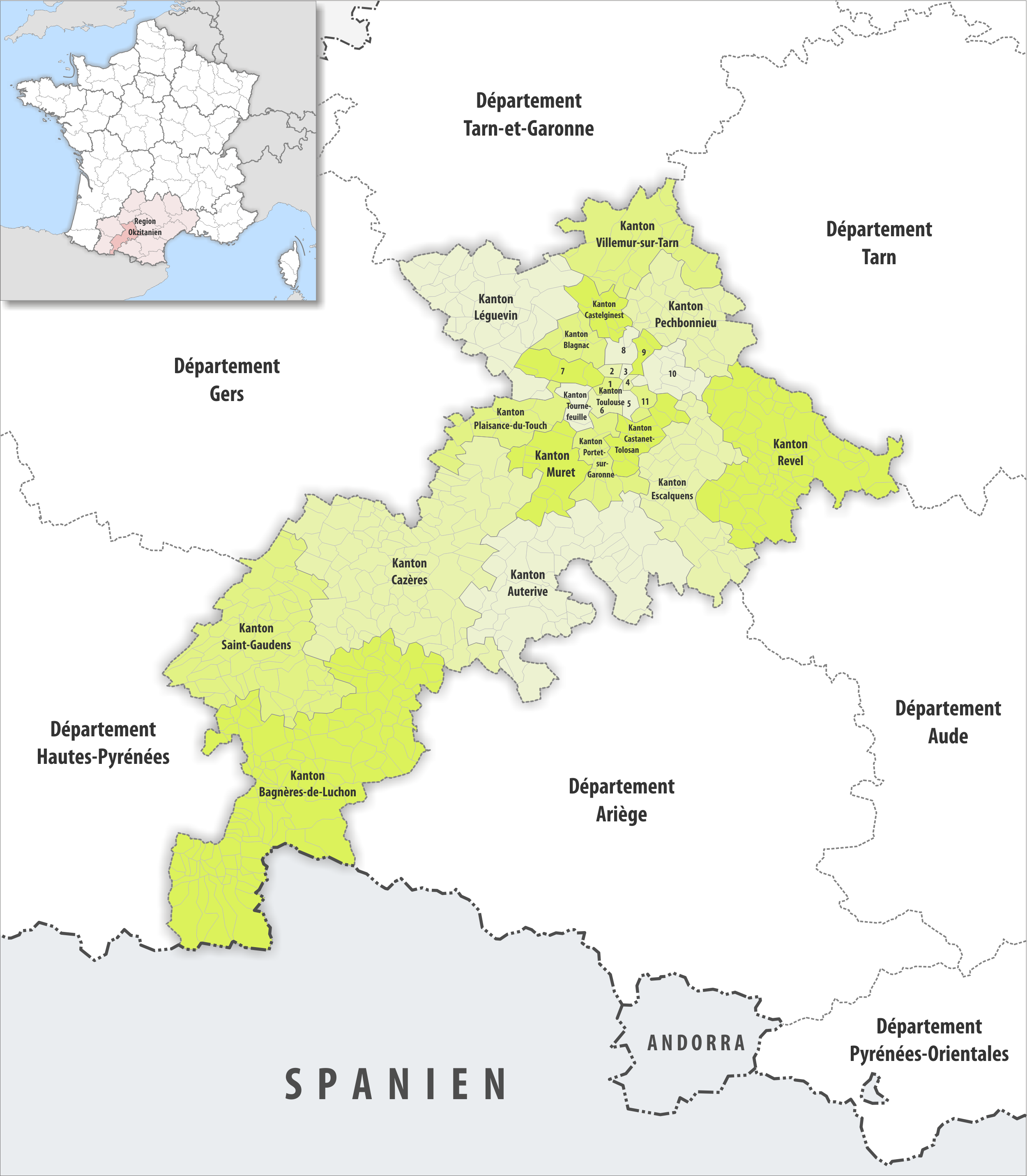
Gemeinden und Kantone im Département Haute-Garonne

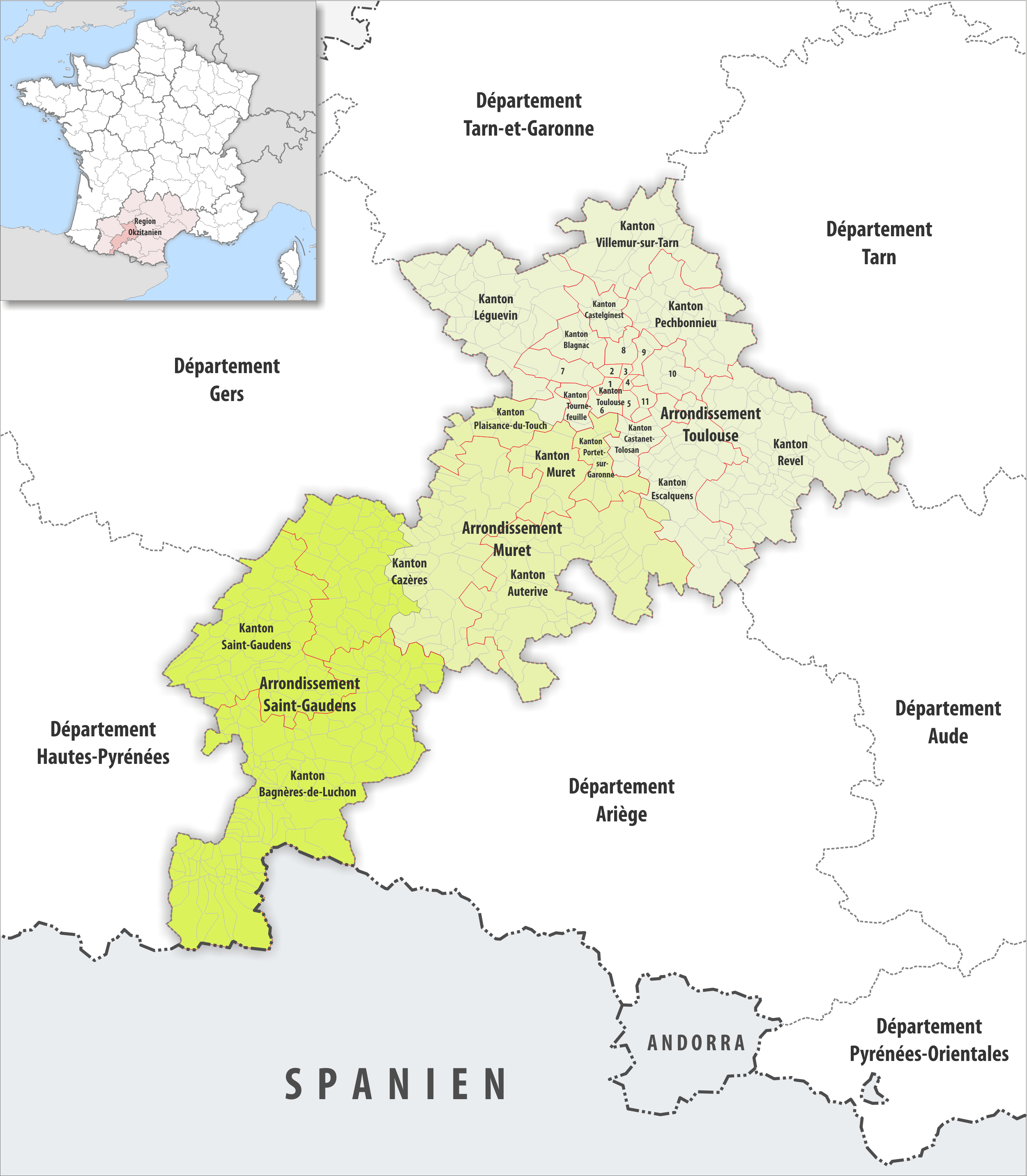
Gemeinden, Arrondissemente und Kantone im Département Haute-Garonne

| Kanton                    | Gemeinden | Einwohner 1. Januar 2022 | Fläche km² | Dichte Einw./km² | Code INSEE | Arrondissement(e)    |
| ------------------------- | --------- | ------------------------ | ---------- | ---------------- | ---------- | -------------------- |
| Auterive                  | 47        | 55.051                   | 668,14     | 82               | 3101       | Muret                |
| Bagnères-de-Luchon        | 131       | 33.186                   | 1.154,07   | 29               | 3102       | Saint-Gaudens        |
| Blagnac                   | 6         | 61.114                   | 71,81      | 851              | 3103       | Toulouse             |
| Castanet-Tolosan          | 15        | 50.807                   | 92,48      | 549              | 3104       | Toulouse             |
| Castelginest              | 10        | 60.956                   | 67,96      | 897              | 3105       | Toulouse             |
| Cazères                   | 91        | 43.986                   | 985,10     | 45               | 3106       | Muret, Saint-Gaudens |
| Escalquens                | 35        | 46.947                   | 365,75     | 128              | 3107       | Muret, Toulouse      |
| Léguevin                  | 35        | 58.715                   | 447,99     | 131              | 3108       | Toulouse             |
| Muret                     | 9         | 59.793                   | 146,54     | 408              | 3109       | Muret                |
| Pechbonnieu               | 26        | 45.298                   | 269,76     | 168              | 3110       | Toulouse             |
| Plaisance-du-Touch        | 10        | 52.776                   | 148,23     | 356              | 3111       | Muret, Toulouse      |
| Portet-sur-Garonne        | 12        | 52.567                   | 110,63     | 475              | 3112       | Muret                |
| Revel                     | 59        | 42.552                   | 595,96     | 71               | 3113       | Toulouse             |
| Saint-Gaudens             | 61        | 35.348                   | 570,63     | 62               | 3114       | Saint-Gaudens        |
| Toulouse-1                | 1⁄11      | 62.682                   | 9,55       | 6.564            | 3115       | Toulouse             |
| Toulouse-2                | 1⁄11      | 58.335                   | 8,72       | 6.690            | 3116       | Toulouse             |
| Toulouse-3                | 1⁄11      | 51.453                   | 4,32       | 11.910           | 3117       | Toulouse             |
| Toulouse-4                | 1⁄11      | 51.564                   | 4,28       | 12.048           | 3118       | Toulouse             |
| Toulouse-5                | 1⁄11      | 47.326                   | 13,88      | 3.410            | 3119       | Toulouse             |
| Toulouse-6                | 1⁄11      | 60.832                   | 22,30      | 2.728            | 3120       | Toulouse             |
| Toulouse-7                | 3 1⁄11    | 63.493                   | 60,88      | 1.043            | 3121       | Toulouse             |
| Toulouse-8                | 1 ⁄11     | 80.121                   | 27,54      | 2.909            | 3122       | Toulouse             |
| Toulouse-9                | 2 1⁄11    | 57.925                   | 20,89      | 2.773            | 3123       | Toulouse             |
| Toulouse-10               | 9 1⁄11    | 61.667                   | 79,07      | 780              | 3124       | Toulouse             |
| Toulouse-11               | 1 ⁄11     | 53.830                   | 19,48      | 2.763            | 3125       | Toulouse             |
| Tournefeuille             | 3         | 60.667                   | 36,26      | 1.673            | 3126       | Toulouse             |
| Villemur-sur-Tarn         | 19        | 47.270                   | 307,12     | 154              | 3127       | Toulouse             |
| Département Haute-Garonne | 586       | 1.456.261                | 6.309,34   | 231              | 31         | –                    |

## Liste ehemaliger Kantone
Bis zum Neuzuschnitt der französischen Kantone im März 2015 war das Département Haute-Garonne wie folgt in 53 Kantone unterteilt:
| Arrondissement | Kantone |
| -------------- | --- |
| Muret          | Auterive, Carbonne, Cazères, Cintegabelle, Le Fousseret, Montesquieu-Volvestre, Muret, Portet-sur-Garonne, Rieumes, Rieux-Volvestre, Saint-Lys |
| Saint-Gaudens  | Aspet, Aurignac, Bagnères-de-Luchon, Barbazan, Boulogne-sur-Gesse, L’Isle-en-Dodon, Montréjeau, Saint-Béat, Saint-Gaudens, Saint-Martory, Salies-du-Salat |
| Toulouse       | Blagnac, Cadours, Caraman, Castanet-Tolosan, Fronton, Grenade, Lanta, Léguevin, Montastruc-la-Conseillère, Montgiscard, Nailloux, Revel, Toulouse-1, Toulouse-2, Toulouse-3, Toulouse-4, Toulouse-5, Toulouse-6, Toulouse-7, Toulouse-8, Toulouse-9, Toulouse-10, Toulouse-11, Toulouse-12, Toulouse-13, Toulouse-14, Toulouse-15, Tournefeuille, Verfeil, Villefranche-de-Lauragais, Villemur-sur-Tarn |